# Charles Ndaka Salabisala
Charles Ndaka Salabisala (ur. 4 stycznia 1973 w Popokabaka) – kongijski duchowny rzymskokatolicki, doktor nauk teologicznych specjalizujący się w teologii dogmatycznej, rektor Wyższego Seminarium Duchownego w Kikwit oraz dziekan Wydziału Teologicznego Katolickiego Uniwersytetu w Grand Bandundu w latach 2017–2020, biskup pomocniczy kinszaski od 2020.

## Życiorys
Charles Ndaka Salabisala urodził się 4 stycznia 1973 w Popokabace. Po ukończeniu szkoły podstawowej i średniej w Kasongo w latach 1979–1991 wstąpił do seminarium przygotowawczego Popokabaka (1991–1992). Następnie studiował filozofię w seminarium św. Augustyna w Kalonda (1993–1996) oraz teologię w Wyższym Seminarium Duchownym Saint-Cyprien Mbuka w Kikwit w latach 1996–2000. Święcenia prezbiteratu przyjął 9 września 2001.
Po święceniach piastował następujące stanowiska: 2001–2004: wikariusz parafii św. Józefa w Imbela; 2004–2005: wikariusz parafii św. Piotra i Pawła w Kasongo; 2005–2010: animator duchowy w Seminarium Propedeutycznym Popokabaka i jednocześnie kanclerz i sekretarz biskupa.
W latach 2010–2017 odbył studia wyższe w Hiszpanii, gdzie uzyskał doktorat z teologii dogmatycznej oraz tytuł magistra psychologii na Uniwersytecie Navarra w Pampelunie. Podczas pobytu w Hiszpanii pełnił posługę duszpasterską w różnych parafiach diecezji Calahorra y La Calzada-Logroño. Od 2017 pełnił funkcję rektora Wyższego Seminarium Duchownego w Kikwit oraz dziekana Wydziału Teologicznego Katolickiego Uniwersytetu w Grand Bandundu.
29 czerwca 2020 papież Franciszek prekonizował go biskupem pomocniczym Kinszasy ze stolicą tytularną Liberalia. Święcenia biskupie otrzymał 10 października 2020 w katedrze Najświętszej Marii Panny. Udzielił mu ich kardynał Fridolin Ambongo, arcybiskup metropolita Kinszasy, w asyście Ettore Balestrero, nuncjusza apostolskiego w Demokratycznej Republice Konga, i Marcela Utembi, arcybiskupa metropolita Kisangani.